# Erin Heatherton
Erin Heatherton (ur. 4 marca 1989) – amerykańska modelka.
Została odkryta w Miami w 2006 roku. Szybko podpisała kontrakt z agencją The Marilyn Agency i przeniosła się do Nowego Jorku. Jeszcze w tym samym roku zadebiutowała na wybiegu w kolekcjach: Diane von Fürstenberg, Shiatzy Chen, Óscara de la Renty i Tommy’ego Hilfigera. Z początkiem 2007 roku podpisała kontrakty z agencjami w Londynie i Mediolanie. Odtąd zaczęła współpracować z renomowanymi domami mody na świecie jak: Chanel, Christian Lacroix, Hussein Chalayan, Elie Saab, Valentino, Dolce & Gabbana, Prada, Emporio Armani, Valentin Yudashkin oraz Stella McCartney. Od 2010 roku jest jednym z aniołków Victoria’s Secret.